# برگشتن بخت
برگشتن بخت (به انگلیسی: Reversal of Fortune) فیلمی ۱۱۱ دقیقه‌ای به کارگردانی باربت شرودر با بازی جرمی آیرونز است.

## خلاصه داستان
آلان درشوویتز پروفسور با استعداد حقوق است که توسط کلاوس وان بالو استخدام می‌شود که اتهام‌های وارده به او مبنی بر اقدام به قتل همسر ثروتمندش را از او رفع اتهام کند…

## جوایز
این فیلم برنده اسکار بهترین بازیگر نقش اول مرد و کاندیدای ۲ اسکار دیگر (اسکار بهترین فیلمنامه اقتباسی و اسکار بهترین کارگردانی) در سال ۱۹۹۱ شد.